# Ndejje Elites
Ndejje Elites är en volleybollklubb från Kampala, Uganda, knuten till Ndejje University. Damlaget har blivit nationella mästare och representerat Uganda vid Women's African Club Championship flera gånger.